# 元松あかね
元松 あかね （もとまつ あかね、1993年9月26日 - ）は、日本の女優。愛知県名古屋市出身。JFCT所属。身長165cm。血液型B型。

## 来歴・人物
名古屋大学文学部卒業後、役者の道へと進む。
特技はソフトボール、野球、口笛、テーピングを早く美しく巻くこと。趣味はギター、ベースを弾くこと、ダンス。普通自動車一種免許、応急救命技能認定の資格を持っている。

## 出演

### 映画
- 私の道（2017年、日本映画大学） - 主演・九島ミカ 役
- 恋は雨上がりのように（2018年、東宝、永井聡監督） - 大学生 役
- 雨晴れの太陽（2019年、尚美学園大学） - 陸上部顧問 鳴海椿 役
- 可愛い子は旅をする（2023年、デジタルハリウッド大学）- 主演・清水亜希 役
- 消せない記憶（2023年、CiNEAST、園田新監督）- 佐野花 役
- 私たちの声 -私の一週間-（2023年、ショウゲート、呉美保監督） - 鈴木 役
- オムニバス作品 食罪食堂（2024年、デジタルハリウッド大学） - 藤井香織 役
- ぼくが生きてる、ふたつの世界（2024年、ギャガ、呉美保監督）- [ボイスオーバー]桜木純子役
- ファーストキス 1ST KISS（2025年、東宝、塚原あゆ子監督） - 山根美月 役

### 舞台
- 『六等星は輝く』（2016年、脚本・演出：竹下喜六）- 主演・三ツ橋カナ 役
- SOLID STARプロデュースvol.9『ミニチュア!!～フリーペーパーののナイス街～』（2017年、脚本・演出：白柳力、俳優座劇場）- 龍ヶ崎博美 役
- 『ひまわり』（2018年、脚本・演出：相馬あこ、中野ザポケット）- 桐谷佑佳 役
- 東京ノ演劇ガ、アル。#2『BAR 女の平和』（2019年、演出：中島庸介 ・脚本：山下由、東中野バニラスタジオ）- 花園れい 役
- ピンク・リバティ『煙を抱く』（2019年、脚本・演出：山西竜矢、下北沢シアター711）- 渚 役
- 未来演劇部『ドレミの歌[女子高版]』（2020年、脚本・演出：平塚直隆、オメガ東京）- 川口先生 役
- ピンク・リバティ『下らざるをえない坂』（2020年、脚本・演出：山西竜矢、浅草九劇） ※同年5月に延期、翌2021年3月に中止が決定したため公演は実現されていない模様[2][3]
- 未来演劇部 第2弾公演『ドレミの歌～男子校版＆女子校版～』（2020年、脚本・演出：平塚直隆、Theatre新宿スターフィールド）- 川口先生 役
- 未来演劇部 第3弾公演『無風』『あの匂い』（2020年、脚本・演出：平塚直隆、Theatre新宿スターフィールド）- 女7・6 役
- オフィス上の空 東京ノ演劇ガ、アル。#3『東京ノ空ハ、タダ蒼ク』（2020年、脚本・演出：久具巨林、新中野ワニズホール）- 木之下恵 役
- シアターココプレゼンツ『美術教師と三人の女生徒』（2021年、脚本・演出：平塚直隆、シアターココ）
- S・T・B企画『日本語私辞典』（2021年、脚本・演出：平塚直隆、シアター風姿花伝）
- LUCKUP Produce『明日の朝、いつものように』 （2021年、脚本・演出：中島庸介、萬劇場） - 峯岸カオリ 役
- キ上の空論#16『ピーチオンザビーチノーマンズランド』（2022年、脚本・演出：中島庸介、中野ウエストエンドスタジオ）- 守谷 役

### テレビ
- ゆるキャン△ 11話（2020年、テレビ東京）二宮崇演出
- 幸せ!ボンビーガール 再現VTR（2020年、日本テレビ） - SPゲスト本人 役
- ＃コールドゲーム 6話（2021年、東海テレビ）後藤庸介演出 - 避難所の住民 役
- ボイスⅡ 110緊急指令室 4話（2021年、日本テレビ）久保田充演出 - 上野舞 役
- ムチャブリ! わたしが社長になるなんて 第9話 (2022年3月9日、日本テレビ)
- BSプレミアムドラマ 拾われた男 LOST MAN FOUND 第1話（2022年6月26日、NHK BSプレミアム・ディズニープラス）井上剛演出 - カフェ店員 役
- エルピス-希望、あるいは災い- 第9話（2022年12月19日、カンテレ・フジテレビ系）大根仁演出 - 名刺屋店員 役
- ブラックペアン シーズン2（2024年7月7日 - 、TBS） - 別井ほのか 役[4]
- DOCTOR PRICE 第3話（2025年7月27日、読売テレビ・日本テレビ） - 雑誌編集者 役[5]

### 配信
- Hulu『ボイス 110緊急指令室』（2019年）久保田充演出 - 看護師 神崎眞子 役
- Hulu『モモウメ』（2021年）山本ヨシヒコ演出 - レギュラー
- Netflix『御手洗家、炎上する』（2023年）2話 平川雄一朗演出
- Amazon Originalドラマ『龍が如く～Beyond the Game～』（2024年）2～5話 武正晴・滝本憲吾演出 - アキ役

### MV
- 東京少年倶楽部『flipper』（2020年）松本花奈監督

### CM
- 中外製薬『医療関係者と同じ気持ちで「ある医師の日常」篇「薬剤師の名前」篇』看護師 秋元萌果役
- IBM Cloud『mixi+IBM ミクシィのエンジニアが出会ったクラウド』篇
- LIVESENSE『転職会議』
- アカツキ『八月のシンデレラナイン』2022年篇・バッテリー篇
- 旭化成『道なき世界』篇 - メインランナー役
- コープながの『出産』篇
- Google『Safer with Google』「 医療が、もっと安心に」「行政ｻｰﾋﾞｽが、もっと安心に」「ﾋﾞｼﾞﾈｽが、もっと安心に」「ｾｷｭﾘﾃｨ対策が、もっと安心に」 - ナレーション
- Google『Safer with Google』「フィッシング」「パスワード」「多要素認証」「ソフトウェアのアップデート」 - ナレーション
- あきんどスシロー『すしに真っすぐ』 - 寿司職人役
- 悠悠ホーム『名医回診』健康劇場 第1話～5話 - 女医役